# Riksbaner
Riksbaner är ett exemplar av ett baner som används som ett särskilt värdighetstecken vid vissa statliga ceremonier.
Sveriges riksbaner har anor från medeltiden men det nuvarande riksbaneret tillverkades på 1700-talet.
I Iran fanns ett riksbaner före revolutionen 1979, som hette Derafsh Kaviani.